# Ani
Ani a fost un zeu celest al fenomenelor de tranziție din mitologia etruscă. Poate fi considerat corespondentul etrusc al zeului roman Ianus.